# Bernardo de Sandoval y Rojas

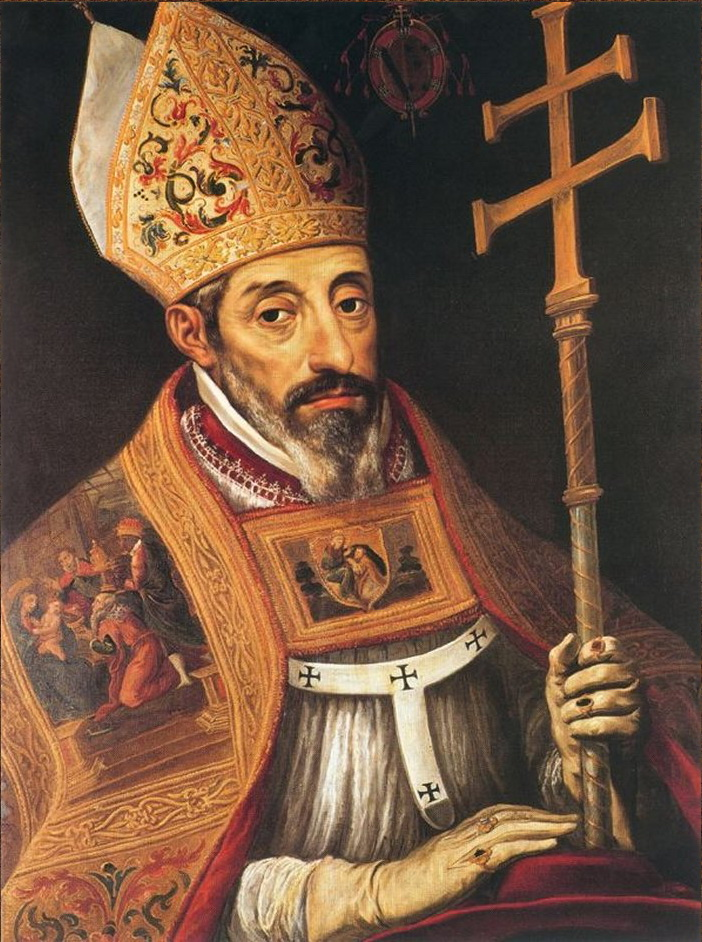
Kardinal Bernardo de Sandoval y Rojas (1619) von Luis Tristán (Kathedrale von Toledo).

Kardinalswappen

Bernardo de Sandoval y Rojas, auch: Bernardo Sandoval Rojas, (* 20. April 1546 in Aranda de Duero; † 7. Dezember 1618 in Madrid) war Erzbischof des Erzbistums Toledo und ab 1599 Kardinal der Römischen Kirche.

## Leben
Bernardo de Sandoval y Rojas entstammte dem spanischen Hochadel. Beide Eltern hatten Funktionen am Hof von Karl V. und Philipp II. inne. Die Familie war allerdings nicht wohlhabend. Als nachgeborener Sohn entschied er sich für die kirchliche Laufbahn. Gefördert wurde er durch seinen Onkel Cristóbal de Rojas y Sandoval, der nacheinander Bischof mehrerer einflussreicher spanischer Bistümer war. Ähnlich wie sein Onkel wurde er 1586 durch den spanischen König zum Bischof ernannt. Wenn er sich auch um eine christliche Erneuerung im Sinne des Konzil von Trient in seinen Bistümer bemühte, fühlte er sich doch gleichzeitig seiner Familie so verpflichtet, dass er wiederum mehrere Neffen förderte. So scharf aus heutiger Sicht solcher Nepotismus verurteilt wird, war er in der frühen Neuzeit jedoch üblich. Verwandtschaft verpflichtete nach damaligen Verständnis, sich um das materielle Wohl und das Fortkommen weniger wohlhabender Verwandten zu kümmern.
Entsprechend diesem damaligen Verständnis kam auch Bernardo de Sandoval y Rojas in den Genuss einer Patronage. Als sein entfernter Neffe Francisco Gómez de Sandoval y Rojas in den Rang eines einflussreichen Ministers unter König Philipp III. aufstieg, sorgte dieser dafür, dass sein Onkel 1599 zum Kardinal erhoben wurde. Da die Erhebung nicht durch den Papst, sondern durch den König initiiert wurde, kann man Bernardo als Kronkardinal bezeichnen. Er war der erste Spanier, der auf diese Weise berufen wurde. Bernardo de Sandoval y Rojas war deshalb während seines Kardinalats stets mehr dem spanischen Königshof als der Kurie verpflichtet. Rom besuchte er nie. Von 1608 bis 1618 war er Großinquisitor von Spanien.